# Leptoxis taeniata
Leptoxis taeniata är en snäckart som först beskrevs av Conrad 1834.  Leptoxis taeniata ingår i släktet Leptoxis och familjen Pleuroceridae. IUCN kategoriserar arten globalt som starkt hotad.

## Underarter
Arten delas in i följande underarter:
- L. t. taeniata
- L. t. lucida

## Bildgalleri

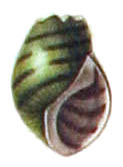
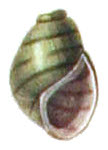
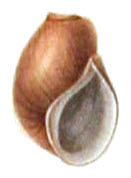